# Gabriela Rubio
Gabriela Rubio (Las Palmas de Gran Canaria, 1966) es escritora de literatura infantil y juvenil e ilustradora española. Estudió diseño gráfico en la Escuela Massana, Centro de Arte y Diseño Gráfico adscrito a la Universidad Autónoma de Barcelona y es coordinadora y profesora del Curso de Especialización en Ilustración para Publicaciones Infantiles y Juveniles de EINA, Centro Universitario de Arte y Diseño de Barcelona.

## Biografía
Gabriela Rubio nació en Las Palmas de Gran Canaria y de pequeña regresaba a menudo a las islas, a pesar de que ella y su familia se habían trasladado a una casa en Madrid. Creció rodeada de artistas y pilotos,  entre esculturas, dibujos de mujeres desnudas, cuadros pintados antes de 1930. Está casada y tiene dos hijos.
Se formó entre 1986 y 1991 como diseñadora gráfica en la Escuela Massana de Barcelona. A lo largo de su carrera ha desarrollado otras disciplinas vinculadas al mundo de la literatura y la edición, como la escritura de guiones. Es coordinadora docente en el Centro Universitario de Diseño y Arte de Barcelona donde también atiende materias relacionadas con la Ilustración Creativa Es colaboradora de la Escuela Superior de Arte y Tecnología de Valencia, impartiendo clases magistrales en el Postgrado de Ilustración Avanzada.

## Obras como escritora
- Bzzz… (Grijalbo Mondadori, 1993)
- Las fotos de Sara (Ed. Destino, 2000)
- El refugio (Joan Cunill y Gabriela Rubio, Edicions CadÍ, 2000)
- Edu quiere ser mono (Ediciones Destino, 2000)
- ¡Se acabó! (Ediciones SM, 2001)
- ¿Raro yo? (Alfaguara, 2003)
- El tigre doma el domador (Edicions Cadí ,2004)
- L’Edu es compra un cotxe (Alfaguara-Grup Promotor 2005 )
- Terrible Terrible (libro bilingüe castellano inglés. Ekaré, 2005)
- Nano no estudia (Editorial Marenostrum, 2005)
- El monstruo del miedo (Alfaguara Grupo Santillana, 2006)
- El genio en la hucha (Ediciones SM, 2006)
- ¿Dónde estoy?  (Ediciones Ekaré 2007)
- El demonio de Maxwell becomes my teacher (Ediciones SM,  2007)
- El retrato de la duquesa (Baobab Editorial - Colección El jardín del pulpo,  2008)
- Coco va al cole (Ediciones SM, 2008)
- Un dog en la family (Ediciones SM, 2008)
- Bob’s strange fondness (Gakken, Tokyo - Japón, 2008)
- Elemental, querido Nano (Editorial Marenostrum, 2008)
- Tiburcia, mentidera  (ed. Cruïlla, 2009)
- Algo más (Editorial Everest, 2013)
- Una rabieta bestial (Editorial Edebé, 2014)
- El perro de Samuel (Editorial Edebé - Colección Cuentos en 10 minutos, 2015)
- ¡Porque lo digo yo! (Editorial Edebé - Colección Cuentos en 10 minutos, 2015)
- El cocodrilo de Gustavo (ilustraciones de Joan Negrescolor. Algar Editorial - Colección Calcetín, 2015)

## Premios
- 1993, Premio Lazarillo de Ilustración  por Bzzz.
- 1999, Premio Libros Mejor Editados, en la modalidad infantil y juvenil por Pelo de zanahoria
- 1999, Apel·les Mestres de Literatura Infantil Ilustrada por Las fotos de Sara
- 2002, Premio Patito Feo en reconocimiento a su trayectoria profesional.[7]